# High Level Structure
 (juin 2023).
La High Level Structure (HLS, en français « structure de niveau supérieur »), est une structure commune à l’ensemble des normes de système de management ISO.
Cette structure est publiée par l'Organisation internationale de normalisation en 2012, au sein de l'annexe SL du supplément consolidé de la Directive ISO-IEC Partie 1.
Elle est fruit des travaux d'un groupe d'experts désignés par le Bureau de gestion technique de l'ISO, dont les débuts remontent à 2007.
La mise au point de la structure HLS répondait à la demande des organismes certifiés, disposant de plusieurs systèmes de management (qualité, environnement, santé-sécurité, etc.), que les termes et les plans des normes associées (ISO 9001, ISO 14001, OHSAS 18001, etc.) soient harmonisés afin de faciliter l'intégration des exigences dans un seul et unique système de management intégré.
Depuis sa publication en 2012, la structure HLS a été intégrée dans les mises à jour des normes de système de management, à commencer par la révision de la norme ISO 9001 en 2015[réf. souhaitée].
La structure HLS est régulièrement actualisée par l'ISO. En 2023 est parue la 13e édition du supplément ISO consolidé. La locution « Structure de niveau supérieur » y a été remplacée par « Structure harmonisée ».